# خودچ
خودچ (به لاتین: Chodecz، تلفظ: [ˈxɔdɛt͡ʂ]) یک شهرک در لهستان است که در شهرستان ووتس‌واوک واقع شده‌است.

## خصوصیات
خودچ ۱٫۳۹ کیلومترمربع مساحت و ۱٬۹۳۶ نفر جمعیت دارد.